# Sobrasada

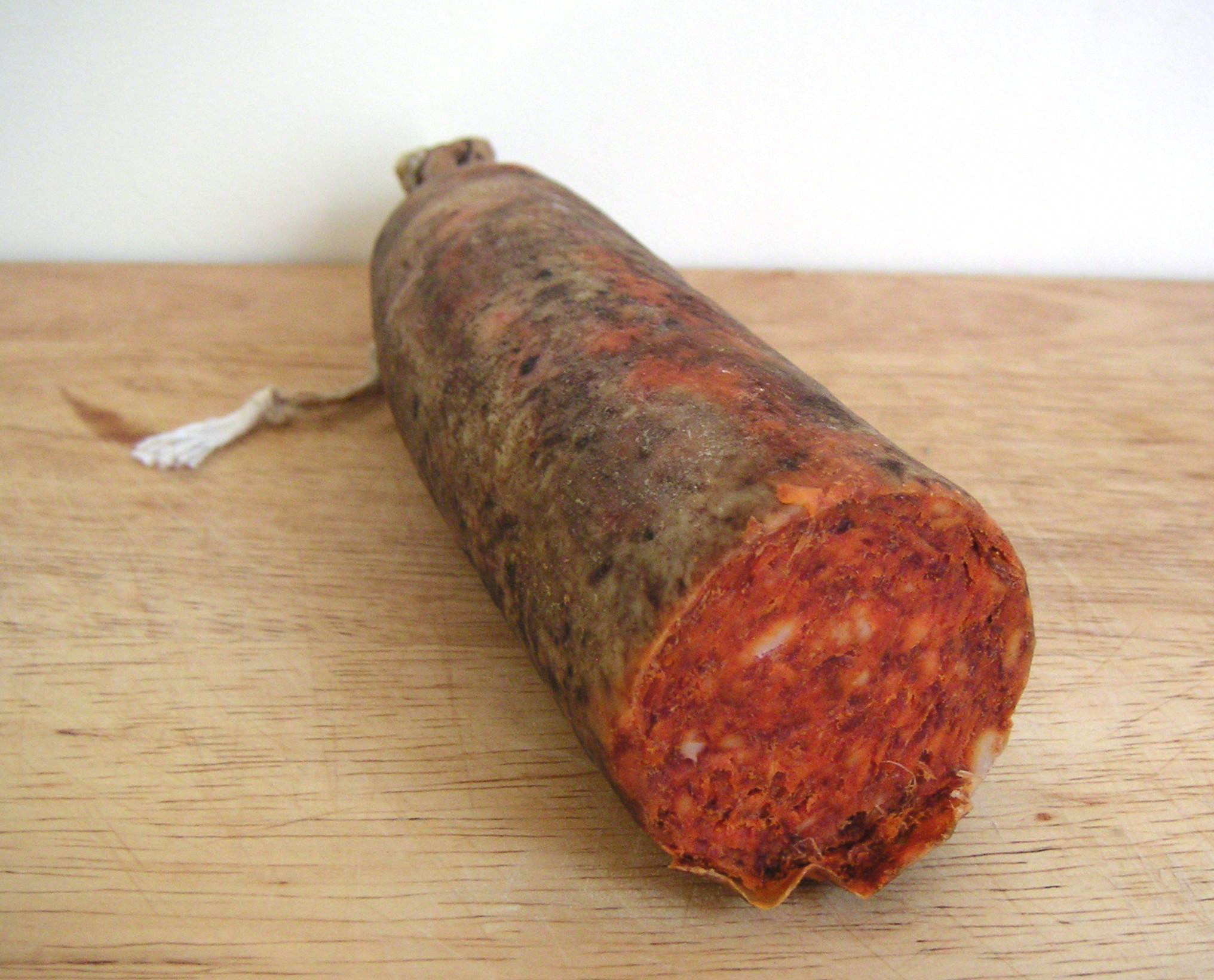
Una sobrasada.

La sobrasada es un embutido crudo curado, elaborado a partir de carne seleccionada del cerdo, condimentadas con sal, pimentón y pimienta negra. Se embute en tripa y presenta una lenta maduración.
Este producto es tradicional de las Islas Baleares, y está protegido con el sello de indicación geográfica. La sobrasada se consume de diversas maneras: tostada en invierno, o untada en pan y cruda en verano. También se utiliza en diversas recetas de cocina mallorquina, como el "arròs brut" o cocinada y mezclada con miel. Aunque pueden durar varios años en un lugar seco, lo habitual es consumir la longaniza durante el primer invierno, la sobrasada en verano, y las más grandes cuando se hace la matanza del año siguiente.

## Historia

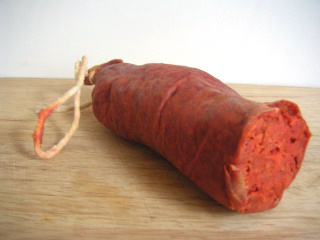
Sobrasada casera de Menorca.

Este producto surge a partir de la necesidad de guardar los alimentos durante largos periodos de tiempo, utilizando las técnicas del salado para embutir carne picada. El origen de su nombre se encuentra en Sicilia, donde se practicaba una técnica conocida como soppressa, que significa "picado", aplicado a la carne para embutir. De esta zona, pasó a la península ibérica gracias al comercio marítimo, y de Valencia se expandió hasta Mallorca, donde ve su mayor desarrollo a partir del siglo XVI.
Aunque en las primeras sobrasadas se prima el cerdo, al poco tiempo se introduce el uso de pimentón como signo distintivo para la conservación de los alimentos, ya que la carne adquiere su color rojo característico. Con el paso del tiempo el proceso de elaboración se perfecciona, y en 1993 el Gobierno balear reconoce la Denominación Específica para la sobrasada mallorquina. En 1996, la Unión Europea le otorga el sello de Indicación Geográfica a la Sobrasada de Mallorca; de igual manera, dicha protección fue reconocida por la Organización Mundial de la Propiedad Intelectual el 22 de junio de 2021.

## Fabricación

### Ingredientes

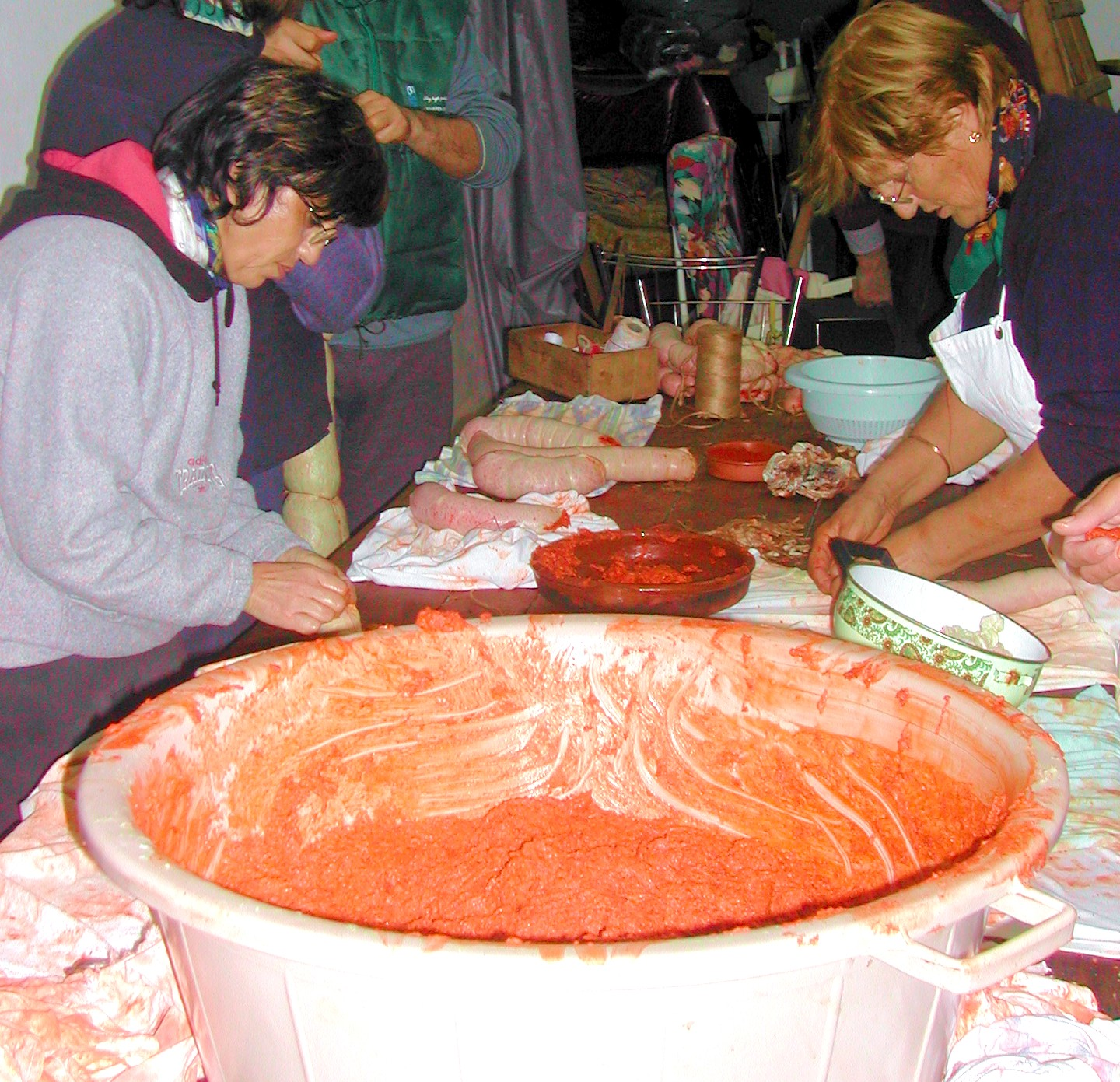
Elaboración de la sobrasada durante la matanza.

Cada familia y pueblo elaboraba su propia receta sobre la base de sus costumbres y peculiaridades al ser un producto de matanza. Sin embargo, existen unas características específicas reguladas por la Denominación Específica mallorquina: un 30 - 60% de carne magra por un 40 - 70% de tocino, 20 - 30 gramos de sal por kilo de pasta, 60 gramos de pimentón por kilo, y pimienta picante u otras especias al gusto de cada uno. A mayor nivel de grasa es más fácil de untar y menor la intensidad del sabor, por lo que las sobrasadas tradicionales suelen ser menos grasas y las dedicadas a la exportación más grasas, ya que el consumidor foráneo suele apreciar la facilidad de untado. El color es natural, ya que la Denominación de origen prohíbe expresamente el uso de colorantes artificiales.

### Elaboración

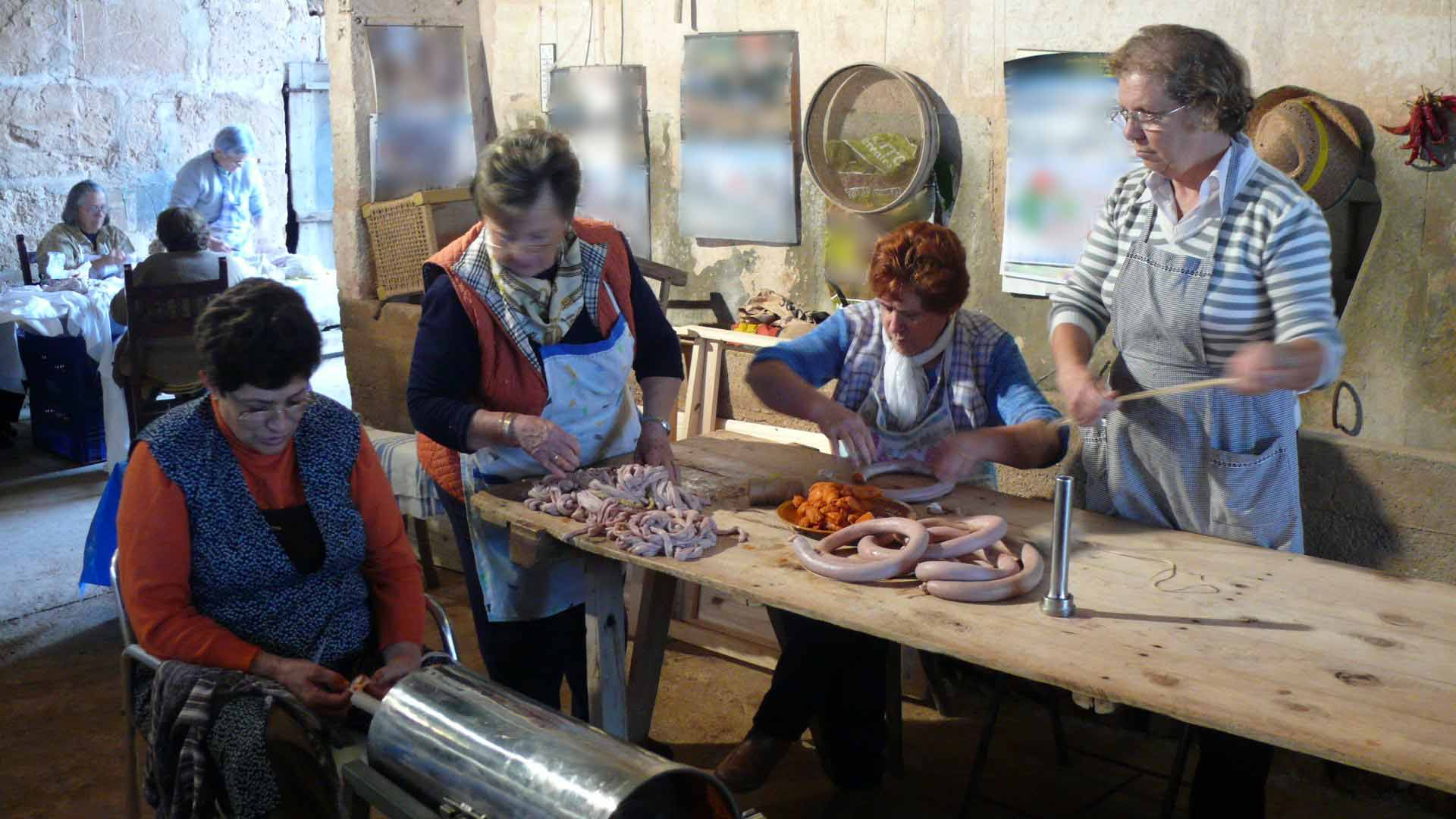
Mujeres haciendo sobrasada

El proceso consta de dos fases diferenciadas. En la primera se elabora el propio embutido, que consta de las etapas de picado de la carne de cerdo, mezclada con los otros ingredientes y el embutido en las tripas. En la segunda, se produce la maduración y desecado del producto.
El picado tradicional se hacía a mano pero con la mejora de la producción se realiza mecánicamente, con una máquina trituradora programada para lograr partículas inferiores a los 6 milímetros. Después, la carne es sazonada y se le añaden las especias. La masa se embute en las tripas, y se somete a un proceso de curación en los secaderos.

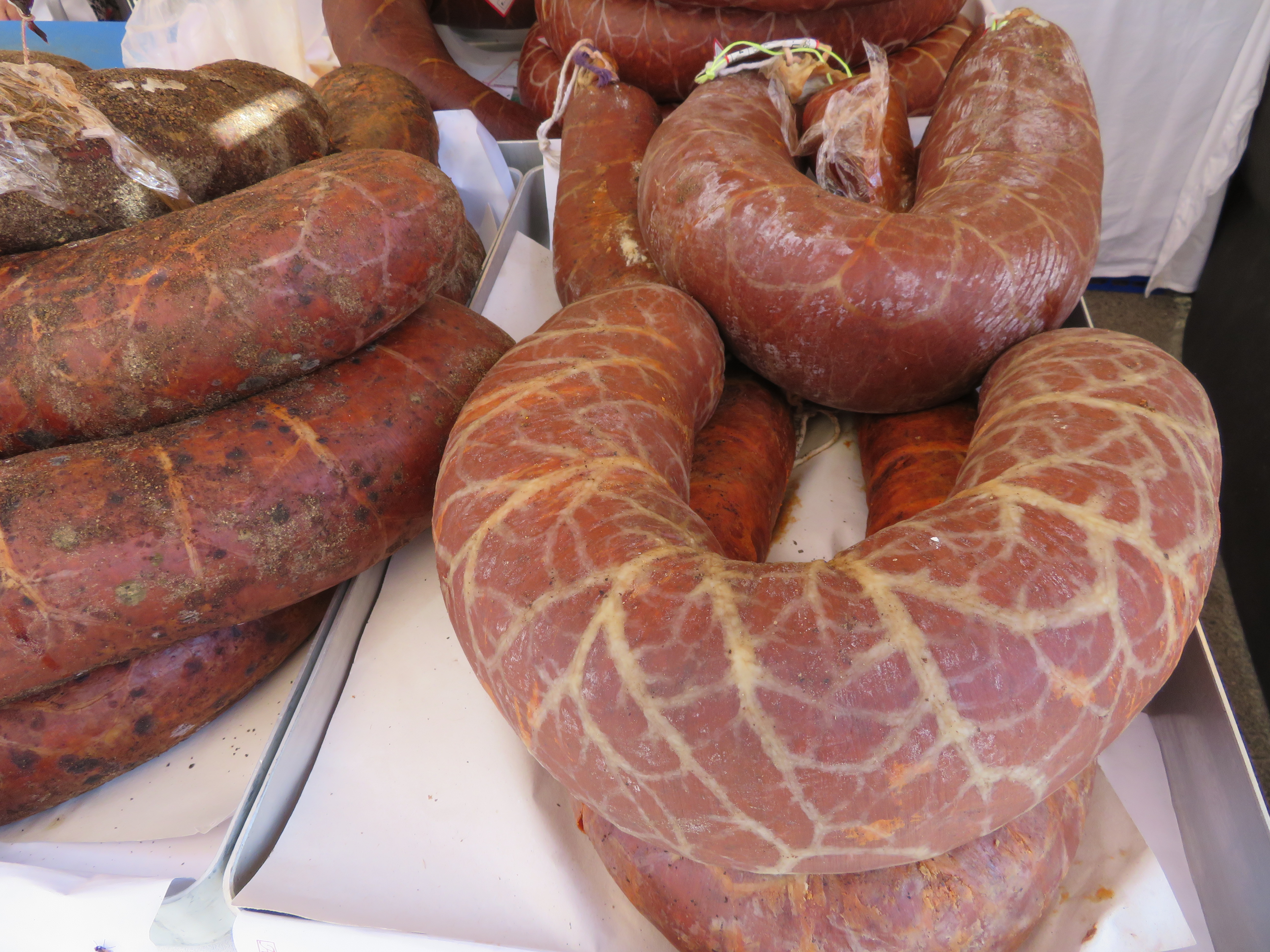
Sobrasada curada

### Presentación
En relación con las características de la tripa o el envase utilizado, se distinguen las siguientes presentaciones de sobrasada::
- Pasta: Presentado en tarrinas o al peso, consiste en la masa cruda sin curar. Se utiliza principalmente en cocina, aunque se consume también sobre pan. No tiene un sabor tan intenso como la sobrasada curada.
- Tarrina: La tarrina de sobrasada se diferencia de la pasta en que ha sido curada previamente en tripa, para después ser extraída y presentada en tarrina.
- Longaniza: Embutida en intestino delgado. Es la presentación más delgada dentro de las embutidas. Tiene un proceso de curación muy rápido, por lo que es la primera en consumirse.
- Semirrizada: Embutida en intestino grueso en sus partes más finas, por lo que suele presentar un tamaño medio. Es la presentación más común tras la longaniza.
- Rizada: Embutida en intestino grueso en sus partes gruesas, por lo que suele presentar un tamaño más grande que la semirrizada.
- Medio cular: Hecha con el primer trozo del último extremo del intestino grueso. Es de gran tamaño, pudiendo llegar a pesar 3 kilos. Se come cruda.
- Cular: Embutida en el último extremo del intestino grueso, adquiriendo una forma característica curvada. Es de gran tamaño.
- Poltrú:  Embutida en el primer extremo del intestino grueso, el ciego.
- Bufeta: Embutida en la vejiga urinaria. Puede llegar a pesar 8 kilos. Se come cruda o en guiso.
- Bisbe: Del catalán Obispo, embutido en el estómago. Es la más grande de todas las embutidas. Por su gran tamaño (de varios kilos de peso y similar a un balón de baloncesto) suele ofrecerse en festividades con muchos comensales. Una de sus características principales es la curación por capas, en donde las capas exteriores están más curadas (y más secas) y las interiores menos curadas (y más crudas), adaptándose a todos los gustos.
- Talec: Embutida en el peritoneo del mesenterio. Se come cruda o guisada.

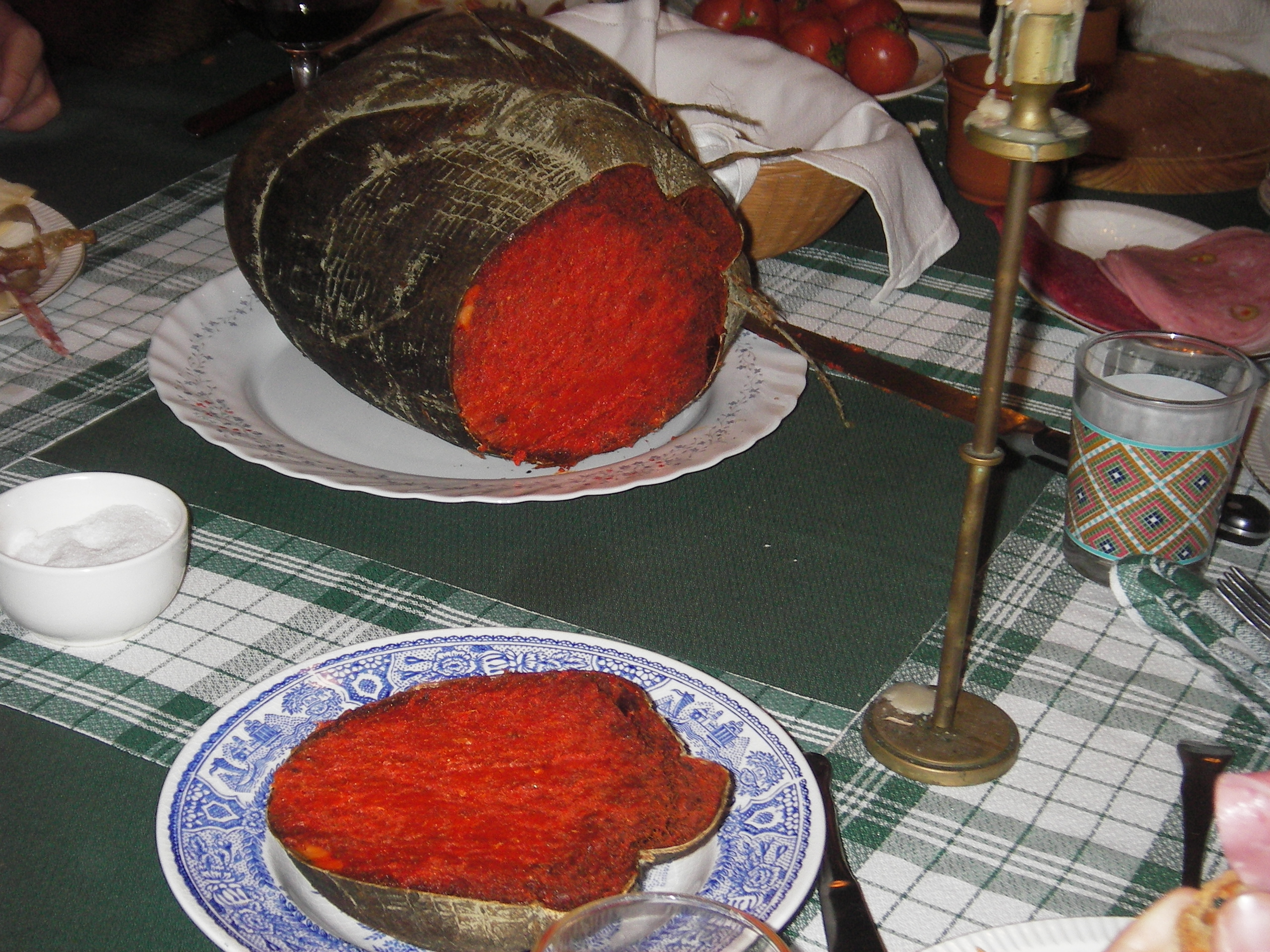
Bisbe con 14 meses de curación a punto para empezar la degustación